# 马修·泰
马修·泰（英語：Matthew Tye，1986年12月27日—），网名Laowhy86或C-Milk，是美国YouTuber和旅游视频博主。他是中国政治和社会问题的评论员。美联社称，马修·泰是中国政府的“批评声音”（vocal critic）。
马修·泰在纽约州长大，2008年大学毕业。他收到了广东惠州一所学校教授英语作为外语的邀请，并迅速移居中国。马修·泰在2012年创建了一个YouTube帐户。在担任英语教师期间，他制作了一些有关中国生活的视频，并在2015年左右与温斯顿·斯特泽尔一起开了一家摩托车改装店，名为“丘吉尔摩托定制”（Churchill Custom Motorcycles）。马修·泰与斯特泽尔一起，骑着摩托车游历了中国北方与南方，并制作了两部纪录片，《征服华南》（Conquering Southern China）和《征服华北》（Conquering Northern China）。在拍摄第二部纪录片时，他们在内蒙古被特警队审讯了几个小时，之后才被释放。警方询问马修·泰和斯特泽尔，他们是不是记者，是不是制作了非法视频，他们都予以否认了。
2018年初，惠州的公安局对他制作的航拍视频展开了调查，称该视频展示了惠州的军事基地，期间在外国人经常出入的场所出示了马修·泰的照片。于是他决定立即离开中国，他已经在那儿生活了10年。马修·泰先去往香港，然后前往美国，与家人在洛杉矶定居。他的YouTube频道开始讨论与中国有关的政治和社会话题，例如中国的人权、新疆种族灭绝指控、政府试图花钱让网红发布宣传视频，以及COVID-19实验室泄密理论。

## 早期个人生活
马修·泰于1986年12月27日出生在纽约州小镇賓漢頓。他于2005年6月25日毕业于恩德威尔的缅因-恩德威尔高中（Maine-Endwell High School）。2008年大学毕业之后，他想周游世界。他在得知可以教授英语作为外语后，通过互联网发出了求职申请。马修·泰找到一份在广东惠州教英语的工作之后，立即订了飞往中国的机票。在中国大陆呆了一年之后，他于2010年至2011年在台湾生活了一年半，然后又回到大陆生活了10年。他先在内蒙古呆了几年，然后又回到广东。在台湾期间，因为生活成本低，他在一年内就还清了助学贷款，而且他的收入比他在大陆时多五到七倍。在惠州，马修·泰遇到了一位名叫韦薇（Vivienne）的中国女人，她成为了他的妻子。他们在惠州组建了家庭，并拥有了一套公寓。这对夫妇有两个女儿，她们很少出现在马修·泰的YouTube频道中。

## 职业生涯

### 丘吉尔摩托定制
马修·泰住在惠州，是一位英语教师，他用视频记录在中国的经历，在2015年初已经拥有3,000个粉丝。马修·泰与商业伙伴温斯顿·斯特泽尔和马蒂·施密特（Marty Schmidt）一起，于2015年左右开办了“丘吉尔摩托定制”，为客户提供定制摩托车服务。丘吉尔摩托定制是在惠州开设的，那里在使用摩托车方面没有其它地方那么严格。该公司位于小巷的一家店里，马修·泰担任其营销和销售经理。马修·泰在去中国之前并没有骑过摩托车，他在遇到斯特泽尔几个月之后，就一起成立了摩托车公司。他们的第一辆定制摩托车是花了550元买来的。他们的店名来自于温斯顿·丘吉尔，因为丘吉尔被称为“英国斗牛犬”，符合他们店“小而野”的特征。

### 建立YouTube频道
马修·泰于2012年4月20日建立了他的YouTube频道“Laowhy86”。与其真名相比，“Laowhy”这个名字更加广为人知，是“老外”的谐音。这个名字象征着他是从外国人的视角来分析中国的。对外国人来说，他通常被称为“C-milk”，成为一名知名的中国通。在他的YouTube经历之初，他的视频与其他在中国的YouTuber相似，是一些关于中国的正面内容。除了比较美中的文化之外，他还介绍如何在中国生活和旅行。他称他的粉丝为“老赢家”（lao winner）。他制作了一些视频，比如《在中国最不该做的5件事》《中国女孩尝试美式中餐》，这是2017年他的频道中最受欢迎的视频。他也回答了一些问题，比如，他与来自不同文化女人的婚姻、他的女儿，以及中国的过度肥胖。马修·泰说，随着习近平的政策引领着中国民族主义抬头，2016年视频内容变得不那么正面了。有一次他外出就餐，因为他娶了一个中国妻子，就引来了吼叫或愤怒。2017年，马修·泰的YouTube粉丝数突破了10万。2017年在接受《这就是珠三角》采访时，他说自己已经成为全职YouTuber，每周要花55到60个小时来制作视频。2017年左右，马修·泰上传了一段他在惠州闲逛时谈论“语言强奸犯”的视频，视频被迅速传播。他在这段视频中说：“他们看到你的白人面孔，或者他们看到你是外国人，就认为这是一个免费学英语的机会。”

### 摩托车纪录片
马修·泰经常骑摩托车穿越中国，展示他为自己的YouTube频道拍摄的素材。他与YouTube伙伴温斯顿·斯特泽尔一起制作了两部纪录片，展示他们骑着摩托车穿越中国的不同地区。美国之音表示，他们第一部纪录片“获得了良好的反响”。2016年8月，第一部纪录片《征服华南》上线，讲述马修·泰和斯特泽尔骑摩托车5,000（3,100英里）穿越华南。拍摄超过了15天，它于2016年8月在Vimeo上分四个部分发布。《征服华南》由里卡多·阿方索（Ricardo Alfonso）执导，阿方索乘坐一辆汽车，跟随着他们的摩托车。两人骑着“摇摇晃晃的手工摩托”，品尝当地的美食，比如炸黄蜂和贵州牛粪火锅。他们在广西徒手抓鱼，和长发垂地的当地人交谈，还游览了丹霞山。2017年，他们在Kickstarter上筹款，以拍摄他们第二部纪录片《征服华北》。截至2017年3月底，他们已经收到了1,200人赞助的282,000元（41,700美元）。
他们在内蒙古拍摄他们的第二部纪录片时，一个朋友介绍他们认识了一位政府工作人员。据马修·泰说，这名工作人员最初带他们去该地区拍摄游牧民族，但在中国网站上看到关于他们YouTube内容的负面评论之后，对他们感到不满。这名政府雇员认为他们意图诽谤中国，因此告诉那些他们要去拜访的人，说这些人会被他们嘲笑。马修·泰说那并不是他们的本意。尽管马修·泰和斯特泽尔能够拍摄游牧民族，但马修·泰说，一个特警队在夜间进入了他们的酒店房间，将他们拘留了几个小时进行讯问。据马修·泰说，警方试图让他们承认制作了非法视频或者他们是记者，但他们予以否认。内蒙古距马修·泰所在的广东有数千英里。这么远的警察竟知道他和妻子的工作地点、他妻子的姓名，以及他在哪里买了东西这些个人信息，这让他感到不安。他说：“这是我们那一年及其前一年所经历的许多事情之一。这让我感觉这是个不祥之兆，我觉得我在中国不再受欢迎了。”

### 离开中国
回到惠州之后，2018年初一位朋友告诉他，当地公安局的人曾在外国人经常光顾的酒吧等场所出示他的照片。马修·泰决定马上离开中国。他计划先前往香港，然后再决定下一步做什么。他的目的是，避免中国政府禁止他离开。他的朋友带他去了深圳一个口岸，边检要求他提供中文姓名。马修·泰回应说他没有中文名，并在后来的采访中说，他以前从未被问及中文名。他通关之后，女警提到了他的中文名，问他是否会返回大陆。他认为“是”才是正确的答案，于是做出了肯定的回答，并获准进入香港。马修·泰在香港时，他的朋友告诉他，惠州的公安部门和交通部门正在找他。政府机构指控马修·泰使用无人机拍摄的一段航拍视频中，出现了惠州的军事基地。马修·泰在接受采访时表示，政府将无人机登记在册，如果中国公民的无人机在禁区飞行，还拍摄了该地区并发布在网上，他就会受到警告。
因为他相信中国政府打算对其采取行动，所以他决定搬回美国。但他妻子没带护照，而且她的绿卡正在等待批准，因此她无法离开香港，于是他们决定在那里等一等。一个月之后，她的绿卡获批，他们带着孩子登上飞机离开了这个国家。马修·泰卖掉了他们在中国的公寓，于2019年回到美国，此时他在中国已经生活了10年。他们定居在洛杉矶，并从二月份开始在美国制作YouTube视频。2020年7月，他上传了一段关于逃离中国的YouTube视频，一年内，其评论超过了10,000条，播放超过125万次。据保守的巴西报纸《人民公报》报道，马修·泰不得不离开中国的原因是，他采访了中国人，但并没有取得所需的记者执照。

### 转为政治和社会评论员
马修·泰移居美国后，他的YouTube频道马上从以乐观主题为主，转向挖掘中国的政治和社会问题。他开始强烈谴责中国政府。马修·泰开始评论中国的人权，这是他以前所不能谈论的。他谈到，他以前认为，在中国生活是自由和愉快的，但对这个国家有了更深入的了解之后，他改变了想法，认为这种自由是肤浅的。他也讨论新疆种族灭绝指控。马修·泰在2019年9月的一段视频中说，中国正面临越来越多的犯罪和国家迫害。他说，政府官员抢走了他和斯特泽尔经营摩托车业务的财产。2020年11月18日，马修·泰上传了一段视频，对内森·里奇说中国领土包括台湾的视频，进行了八点反驳。
马修·泰在2020年4月1日发布了一段关于COVID-19实验室泄漏理论和武汉病毒研究所（WIV）的YouTube视频。他在视频中说，一名女性在COVID-19疫情开始前不久，在WIV发布的职位下回应称，她可能是零号病人。马修·泰说她是一名学生，叫黄燕玲（Huang Yanling），但是她消失了。在CNBC的一篇专栏文章中，保罗·沃尔福威茨和比尔德雷克塞尔（Bill Drexel）说，马修·泰“敏锐地批评”了世界卫生组织对中国的行动。他们表示，马修·泰不断受到中国共产党支持者的网络骚扰。五毛试图给他贴上白人至上主义者的标签，通过“妖魔化”他在YouTube上传的内容，来降低他的关注度和收入。他收入的最大来源是赞助，但后来这些赞助商担心冒犯中国，导致他的赞助额显著下降。2022年，马修·泰制作了有关在俄罗斯入侵乌克兰之后，中国如何支持俄罗斯的视频。
支持博索纳罗的巴西报纸《人民公报》的布鲁娜·弗拉斯科拉（Bruan Frascolla）说：“如果你懂英语，我会强烈推荐马修·泰的频道。通过普通的新闻，我们对中国不再有永恒的看法。”美联社称马修·泰和斯特泽尔是中国政府的“批评声音”。2021年，港梨科技（Hong Kong Pear Technology）公司向包括马修·泰和斯特泽尔在内的许多YouTuber发送了电子邮件，提议有偿请他们在自己的账户上发布海南省的广告，那里的海滩比较受游客的欢迎。他们假装被吸引而回复了邮件，之后又收到另一份提议，请他们分享一段政治宣传视频。该公司提出的价码是2,000美元。第一个COVID-19病例被认为出现在中国。该假消息视频声称COVID-19来自白尾鹿，并断言该疾病并非始于中国。在马修·泰和斯特泽尔请求来源，以证实公司的错误断言后，该公司停止了联系。两人称，他们与该公司的互动，证明中国有能力通过网红有偿传播虚假信息。

## 扩展阅读
- Harris, Dan.  [一位曾经在中国的外国人：冷酷]. Harris Bricken. 2021-01-03  [2022-06-20]. （原始内容存档于2022-06-20） （英语）. （页面存档备份，存于）
- 向真. . Secret China. 2020-07-10  [2022-06-20]. （原始内容存档于2022-06-20）. （页面存档备份，存于）